# Georg Adolf Erman

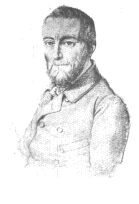
Georg Adolf Erman

Georg Adolf Erman, auch Georgius Adolphus, (* 12. Mai 1806 in Berlin (Königreich Preußen); † 12. Juli 1877 ebenda) war ein deutscher Physiker und Geowissenschaftler.

## Leben

### Herkunft und Familie

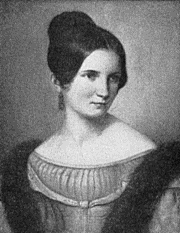
Marie Bessel 1834

Die Familie Erman war eine Hugenottenfamilie und stammte aus Mülhausen im Elsass. Der Familienname lautete ursprünglich „Ermendinger“, welcher durch den Ur-Urgroßvater Georg Adolf Ermans bei seiner Übersiedelung nach Genf in „Erman“ umgewandelt worden war.
Georg Adolf Erman wurde als Sohn des Berliner Physikers Paul Erman (1765–1851) und seiner Frau Caroline, geborene Hitzig (1784–1848), geboren. Im Jahre 1834 heiratete Georg Adolf Erman die älteste Tochter seines Lehrers Friedrich Wilhelm Bessel, Marie Bessel. Der Ehe entsprangen 10 Kinder. Unter seinen Söhnen waren der Bibliothekar Wilhelm Erman (1850–1932), der Ägyptologe Adolf Erman (1854–1937) und der Jurist Heinrich Erman (1857–1940).

### Reise um die Erde
Von April 1828 bis Oktober 1830 unternahm Erman eine von seinem Vater finanzierte und ausgerüstete Forschungsreise, deren Hauptziel die Durchführung möglichst vieler Messungen der erdmagnetischen Deklination, Inklination und Intensität war. Ermans Messungen bildeten, wenn auch nicht den einzigen, so doch einen großen und wichtigen Teil des Datenmaterials, das Carl Friedrich Gauß seiner Potentialtheorie zugrunde legte. Erman beschränkte seine Beobachtungen allerdings nicht nur auf das erdmagnetische Vorhaben. Auf seiner Reise, die ihn um die ganze Erde führte und auf der er rund 60.000 Kilometer zurücklegte, nahm er auch Ortsbestimmungen und trigonometrische und barometrische Höhenmessungen vor; er sammelte meteorologische Daten, machte geognostische und mineralogische Beobachtungen und beschrieb botanische und zoologische Phänomene. Nicht zuletzt schilderte er die ethnographischen Verhältnisse, denen er begegnete, und trug somit „zur Erhellung der Lebensverhältnisse der sibirischen Urvölker bei.“
Nachdem der Vater 1827 von der geplanten magnetometrischen Expedition des norwegischen Astronomen Christopher Hansteen, der mit Messungen in Sibirien seine These von zwei magnetischen Achsen und vier Polen belegen wollte, erfahren hatte, hatte er Kontakt mit Hansteen aufgenommen und die Teilnahme des Sohnes an der Expedition vereinbart. Erman hatte Berlin im April verlassen und traf sich mit Hansteen und den drei anderen Expeditionsteilnehmern im Juni 1828 in Sankt Petersburg und reiste mit ihnen zusammen nach Tobolsk. Während die Norweger dort auf bessere Schneeverhältnisse für die Weiterfahrt warteten, unternahm Erman einen einmonatigen Abstecher am Ob entlang in das etwa 1500 Kilometer entfernte, am Polarkreis liegende Salechard. In Irkutsk traf er wieder mit Hansteen zusammen und reiste mit ihm zusammen nach Kjachta, an der damaligen Grenze nach China gelegen. Während Hansteen nach Sankt Petersburg zurückreiste, wählte Erman eine östliche Route dem Lauf der Lena folgend nach Jakutsk. Von dort reiste Erman durch bis dahin relativ unerschlossene und unerforschte Gebiete nach Ochotsk, setzte von dort nach Kamtschatka über und bereiste und kartographierte die Halbinsel. In Petropawlowsk-Kamtschatski schiffte er sich am 14. Oktober 1829 auf der russischen Korvette Krotkoi unter dem Kommando des Kapitäns Ludwig von Hagemeister (1780–1834) ein und kehrte nach Aufenthalten in Alaska, San Francisco, Tahiti und Rio de Janeiro nach Sankt Petersburg und von dort nach Berlin zurück. Auch auf See nahm er regelmäßig erdmagnetische Messungen vor.
Die Ergebnisse seiner Expedition verarbeitete er in dem fünfbändigen Werk Reise um die Welt durch Nordasien und die beiden Oceane, das in einen historischen Bericht (3 Bde., Berlin 1833–42), der auf über 1750 Seiten die eigentliche Reiseschilderung ausmacht, und in eine physikalische Abteilung (2 Bde. nebst Atlas, Berlin 1835–41), in der die wissenschaftlichen Ergebnisse vorgelegt werden, geteilt ist.
Erman setzte sich intensiv mit Gauß’ Theorie des Erdmagnetismus auseinander und veröffentlichte in den 1840er Jahren Abhandlungen zur Berechnung der Gaußschen Gravitationskonstante in Publikationen der British Association for the Advancement of Science. Zusammen mit dem Kieler Gymnasiallehrer Heinrich Jacob Reinhold Petersen (1815–nach 1866) griff Erman das Thema in den 1870er Jahren erneut auf und gab aufbauend auf früheren Berechnungen 1874 als „krönenden Abschluss“ seinen Beitrag zur Berechnung der 24 Koeffizienten der Gaußschen Potentialtheorie heraus: Die Grundlagen der Gaußischen Theorie und die Erscheinungen des Erdmagnetismus im Jahre 1829. Dieses Werk, mit der die Berechnung der Konstanten auf der Grundlage erdmagnetischer Phänomene des Jahres 1829 und unter Berücksichtigung der säkularen Variationen aus allen vorliegenden Beobachtungen vervollständigt wurde und an dessen Herausgabe auch die Kaiserliche Admiralität beteiligt war, wird als Beleg dafür gewertet, dass Erman „zu den ganz wenigen Wissenschaftlern gehörte, die die Mathematik in Gauß’ ... Potentialtheorie ... verstehen konnten.“

### Akademische Laufbahn
Nachdem Georg Adolf Erman Ostern 1823 am Französischen Gymnasium, Collège Français Berlin, die Matura erlangt hatte, studierte er Naturwissenschaften an der Friedrich-Wilhelms Universität Berlin und verteidigte dort 1826 seine Dissertation über „Volumänderungen der Körper beim Schmelzen“. Anschließend ging er als Volontärassistent zu Bessel nach Königsberg. Von April 1828 bis Oktober 1830 reiste er zu erdmagnetischen Forschungszwecken durch Sibirien und um die ganze Welt.
Nach seiner Heimkehr unterrichtete er von 1832 bis 1846 Mathematik und Physik am Französischen Gymnasium zu Berlin. Privatdozent seit 1832, wurde er 1834 als Nachfolger des verstorbenen Mathematikers Jabbo Oltmanns (1783–1833) außerordentlicher Professor für Physik an der Universität Berlin. Auf einen ordentlichen Lehrstuhl wurde er jedoch nicht berufen, da er sich in Preußen durch sein politisches Engagement während der Märzrevolution 1848 als „Vertreter entschieden demokratischer Grundsätze, insbesondere des Allgemeinen Wahlrechts“, durch seine leitende Rolle im Friedrich-Wilhelmstädtischen Casino, wo auch der linksliberale Politiker Franz Leo Benedikt Waldeck Reden hielt, und durch „sein leidenschaftliches Temperament“ und seinen „unbeugsamen Charakter“ mächtige Feinde geschaffen hatte.
Aus diesen Gründen blieb ihm auch die Aufnahme in die Preußische Akademie der Wissenschaften und die Aufnahme als Korrespondierendes Mitglied der Russischen Akademie der Wissenschaften zu St. Petersburg versagt. Für die fehlgeschlagene Wahl in die Preußische Akademie macht Ermans Sohn Adolf die Feindschaft zu Heinrich Wilhelm Dove verantwortlich, der ein einflussreiches Akademiemitglied war. Die erfolglosen Bemühungen um Aufnahme in die Russische Akademie hatten ihre Ursache in der Opposition von einflussreichen baltendeutschen Gelehrten, die Erman nicht nur mit Ungenauigkeiten und schwerwiegenden Fehlern in seiner Beschreibung der russischen Ostseeprovinzen brüskiert hatte, sondern vor allem mit seinen von einer naiven Verwunderung geprägten Bemerkungen über das Deutsche als Umgangssprache der gebildeten Stände und an der Universität Dorpat (heute Tartu). Als Minorität betrachteten sie jede Andeutung einer Russifizierung als Gefährdung ihrer Privilegien. So warf man Erman z. B. vor, dass er in seiner Übersetzung des Reiseberichts der Lütkeschen Eismeer-Expedition (1821–1824) den Namen des baltendeutschen Expeditionsleiters, Friedrich Benjamin von Lütke, aus dem Russischen als Litke transkribiert hatte.
Auszeichnungen für die Forschungsarbeiten, die er auf seiner Reise um die Welt vorgenommen hatte, erhielt Erman aus England: 1842 wurde er Korrespondierendes Mitglied der British Association for the Advancement of Science. Gegen Ende seines Lebens, im Jahre 1873, wählte ihn die Royal Society (London) zu ihrem auswärtigen Mitglied.
Durch eine finanzielle Beteiligung am Hüttenwerk Pleiskehammer an der Pleiske in der Neumark in den 1860er Jahren verlor Erman später einen großen Teil seines Vermögens.

## Auszeichnungen und Ehrungen
- 1831: Ermans Birke (Betula ermanii) von Adelbert von Chamisso nach Adolf Erman benannt[24]
- 1836: Roter Adlerorden, 4. Klasse[25]
- 1844: Goldmedaille (Patron’s Medal) der Royal Geographical Society[26]

## Werke
- Reise um die Erde durch Nordasien und die beiden Oceane. Historische Abteilung, 3 Bde. Berlin 1833–1848, Wissenschaftliche Abteilung, 2 Bde. Berlin 1835–1841 (digitalisiert).
- Herausgeber: Archiv für wissenschaftliche Kunde von Russland. 25 Bde. Berlin 1841–1867 (digitalisiert).
- Die Grundlagen der Gaußischen Theorie und die Erscheinungen des Erdmagnetismus im Jahre 1829. Berlin 1874.